# Trine Søndergaard
 Der er for få eller ingen kildehenvisninger i denne artikel, hvilket er et problem. Du kan hjælpe ved at angive troværdige kilder til de påstande, som fremføres i artiklen.

Trine Søndergaard (født 24. marts 1972) er en dansk fotografibaseret billedkunstner.
Hun blev uddannet fra Danmarks Fotografiske Billedkunstskole Fatamorgana i 1996.
Trine Søndergaards arbejde er præget af en præcision og sensibilitet, der eksisterer sideløbende med en undersøgelse af fotografiet som medie og dets grænser. Hun er internationalt anerkendt for sin tyste og kraftfulde billedsprog og modtager af blandt andet den tyske Albert Renger-Patzsch Prize og Statens Kunstfonds 3 årige arbejdslegat.
Erindringens landskab og spejlinger, tyste indre rum og kvindelige erfaringer gennem historien er alle motiver for Trine Søndergaard. Hendes værk præges af en stilfærdig dramatik. I hendes fotografiske serier portrætteres rum, landskaber, vegetation og mennesker. Med gentagelser og små forskydninger lader fotografen blikket standse op og forundres. Billederne skaber en slags mellemrum, en lysning i tilværelse, hvor alt træder frem i en nærmest ekstrem koncentration. Trine Søndergaard siger selv: "Med mit kamera lytter jeg efter virkeligheden". Udgangspunktet for Trine Søndergaards fotografier er en saglig, dokumentarisk indstilling, som her forstærkes gennem reduktion, poetisk flow og referencer til kunsthistorien. Hverdagen og det højtidelige tildeles lige stor vægt, og understrømmes af melankoli, tid og tab. Billedet som en tilstand hinsides sproget karakteriserer kunstnerens arbejde lige siden debuten.
Trine Søndergaard har haft solo- og i gruppeudstillinger verden rundt og er repræsenteret i en lang række internationale museumssamlinger, herunder Montreal Museum of Fine Art, Canada, The J.Paul Getty Museum, USA, MUSAC, Spanien, Gothenburg Museum of Art, Sverige, Nasjonalmuseet, Norge, The Israel Museum, Israel, Maison Européenne de la Photographie, Frankrig og AROS, Danmark.
Søndergaard er medlem af Grønningen og repræsenteret af Martin Asbæk Gallery, København.

## Udstillinger

### Soloudstillinger
- 2023 Blind Side, Umbrella West Coast Exhibitions, Nørre Nebel
- 2023 Works, CCA Andrach, Spanien
- 2022 Faraway Nearby, Greve Museum, Greve
- 2022 Untitled / Til Vægs, København
- 2021 Undisclosed, Martin Asbæk Gallery, København
- 2021 Works, Den Sorte Diamant, Danmark
- 2021 Nearly Now, Gl. Holtegaard
- 2020 Works, Dunkers kulturhus, Sverige
- 2020 148 Works, Göteborg Kunstmuseum, Sverige
- 2019 Herfra hvor vi står, Skive Museum, Danmark
- 2019 Maison du Danemark, Frankrig
- 2019 Guldnakke, SCAD FASH Museum of Fashion & Film, Atlanta, USA
- 2019 Nearer the Time, Martin Asbæk Gallery, København
- 2018 Still, MuMa-Le Havre, Frankrig
- 2018 A Reflection, Bruce Silverstein Gallery, New York, USA
- 2017 Vakuum, Brandts13, Danmark
- 2015 A Room Inside, Martin Asbæk Gallery, København
- 2013 Birds, Trees and Hunting Scenes, N.Howalt & T.Søndergaard, Kunsthal Nord, Aalborg
- 2013 Trine Søndergaard & Nicolai Howalt, Bruce Silverstein Gallery, New York, USA
- 2013 Stasis, Ffotogallery, Cardiff, England
- 2013 Monochrome Portraits, Hagedorn Foundation Gallery, Atlanta, USA
- 2012 Still, Martin Asbæk Gallery, København
- 2012 Strude, Museum Kunst der Westküste, Alkersum/Föhr, Tyskland
- 2010 Monochrome Portraits, City Art Museum, Ljubljana, Slovennien
- 2010 Strude II, Trine Søndergaard, Galleri Kant, Fanø
- 2010 Trine Søndergaard, Bruce Silverstein Gallery, New York City, USA
- 2010 Monochrome Portraits, Nessim Gallery, Budapest, Ungarn
- 2010 Strude, Ny Carlsberg Glyptotek, København, Danmark
- 2009 Mono, Galleri Image, Aarhus, Danmark
- 2009 Monochrome Portraits, Martin Asbæk Gallery, København, Danmark
- 2008 Trine Søndergaard, Galleri Kant, Sønderho
- 2003 Now That You Are Mine, Filosofgangen, Odense, Danmark (katalog)
- 2003 Versus, Thorvaldsens Museum, København, Danmark (katalog)
- 2001 Now That You Are Mine, The National Photo Institute of the Nederlands, Rotterdam, Holland
- 2000 Now That You Are Mine, IFSAK, Istanbul, Tyrkiet
- 1998 Neighbours, International Meetings of Photography, Plovdiv, Bulgarien
- 1996 Kom de bagfra, Kanonhallen, København

### Soloudstillinger: Trine Søndergaard & Nicolai Howalt
- 2011 How to Hunt, Maison du Danemark, Paris, Frankrig
- 2010 How to Hunt, ARoS, Aarhus
- 2009 Tree Zone, Volta, New York City, USA
- 2007 How to Hunt, Fotografins Hus, Stockholm, Sverige
- 2007 Hunting Grounds, The Parisian Laundry, Mois de la Photo, Montreal, Canada (katalog)
- 2007 How to Hunt, Bruce Silverstein Gallery, New York City, USA
- 2006 Statement, ParisPhoto, Paris, Frankrig (katalog)
- 2006 How to Hunt, Gallery Poller, Frankfurt, Tyskland
- 2006 How to Hunt, Faaborg Museum of Fine Art, Faaborg, Danmark (catalogue)
- 2005 How to Hunt, Martin Asbæk Projects, København

### Gruppeudstillinger (udvalgte)
- 2024 In the Now, Brooklyn Museum, USA
- 2023 Grønningen, Den Frie Udstillingsbygning, Danmark
- 2023 Baltic Sea Biennale. The Democratic Space, Kunsthalle Rostock, Tyskland
- 2023 Forsvindinger, Fotografisk Center, Danmark
- 2023 HolkaHesten, Gudhjem, Danmark
- 2023 Premises, Martin Asbæk Gallery, København
- 2022 JUBILÆUM 4, Ringsted Galleriet, Ringsted
- 2022 CAT, Specta, København
- 2022 Landscapes, Kunstmuseum Brandts, Odense
- 2022 Snowflakes and Other Surprises, Fotografisk Center, København
- 2021 Grønningen, Den Frie Udstillingsbygning, København, Danmark
- 2021 In Reality – Fotografisk Center 25 Years, Fotografisk Center, Danmark
- 2020 Le Delta – Province de Namur, Belgien
- 2020 Thorvaldsens Museum, Danmark
- 2019 Grønningen, Gl Strand, Danmark
- 2018 Form Follows Fiction, Kejatan Gallery, Berlin, Tyskland
- 2018 Reload, Museum Kunst der Westküste, Föhr, Tyskland.
- 2017 Theses, Stiftung Christliche Kunst, Wittenberg, Tyskland
- 2016 Photography from Northern Western Europe, Fondazione Fotografia Modena, Italien
- 2015 Femina, Pavillon du Vendome, Paris, Frankrig
- 2014 Bikuben, Utah Museum of Contemporary Art, USA
- 2014 Contemporary Art from Denmark, Den Europæiske Centralbank, Frankfurt, Tyskland
- 2013 Everyone Carries a Room Inside, Museum on the Seam, Jerusalem, Israel
- 2013 Nyförvärv, Göteborgs Konstmuseum, Sverige
- 2013 Nordic Art Station, Eskilstuna, Sverige
- 2013 Das Nahe und die Ferne, Künstlerhaus Dortmund, Tyskland
- 2013 Cool Nordic, The Kennedy Center, Washington, USA
- 2012 New Nordic, Louisiana Museum of Modern Art, Danmark
- 2011 L’Enigme du portrait, Musée d’Art Contemporain, Marseille, Frankrig
- 2011 Kiyosato Museum of Photographic Arts, Japan
- 2011 Danmark Under Forvandling, Heart Herning Museum of Art, Danmark
- 2010 Grønningen, København, Danmark
- 2010 Danmark Under Forvandling, Museet for Fotokunst, Odense, Danmark (katalog)
- 2010 X-Tra Light, Kant Esbjerg, Danmark
- 2010 I Love You, ARoS Aarhus Museum of Art, Aarhus, Danmark (katalog)
- 2010 This Way 10, Museet for Fotokunst, Odense, Danmark
- 2009 Altid som aldrig før, Skagens Museum (katalog)
- 2009 D-Stop, O’born Contemporary, Toronto, Canada
- 2008 Present Perfect Portraits, Martin Asbæk Projects, Danmark
- 2007 Reality Crossings, Wilhelm Hack Museum, 2. Fotofestival, Mannheim/Ludwigs/Heidelberg, Tyskland
- 2006 I Skumringen, Galleri Larm, København
- 2006 Scandinavian Photography, Houston, USA (katalog)
- 2006 New Photography, Scandinavia House, New York City, USA (katalog)
- 2006 Closed Eyes, Museet for Fotokunst, Odense, Danmark
- 2006 The Open Book, Den Nationale Fotosamling, København, Danmark (katalog)
- 2005 Scandinavian Photography, Faulconer Gallery, Iowa, USA (katalog)
- 2006 Emergencias, Musac, Museo de Arte contemporaneo de Castilla y Leon, Spanien (katalog)
- 2005 Young Portfolio Acquisition 2004, The Kiyosato Museum of Photographic Arts, Japan (katalog)
- 2004 Body, Galleri GimEis, København, Danmark (katalog)
- 2004 Pro, Charlottenborg, København
- 2004 Kvinder stiller skarpt, Dannerhuset, København
- 2003 Fra objektiv til objekt, Den Fri Udstillingsbygning, København
- 2003 Making Eyes, Fotografisk Center, København (katalog)
- 2003 www.woman2003.dk, billboard exhibition, København/Malmø, Danmark/Sverige (katalog)
- 2002 Never Ending Story, billboard exhibition, København, Danmark
- 2001 Faces And Figures, Scandinavian House, New York City, USA
- 2001 Repor På En Slat Yta, Hasselblad Center, Göteborg, Sverige
- 2001 Scrathes on A Smooth Surface, Hasselblad Center, Göteborg, Sverige
- 2001 Spejlkabinettet, Museet for Fotokunst, Odense, Danmark
- 1999 Young Danish Photography, Fotografisk Center, København (katalog)
- 1999 From The Hidden, Den Nationale Fotosamling, København
- 1999 Modern Times, Hasselblad Center, Göteborg, Sverige (katalog)
- 1998 1000 år 10, Museet for Samtidskunst, Roskilde
- 1997 PRO – Nu da du er min, Charlottenborg, København (katalog)
- 1996 Fra alle os til alle jer, Albertslund Rådhus

### Gruppeudstillinger: Trine Søndergaard & Nicolai Howalt
- 2024 Vild nok. Jagt i dansk kunst, Skovgaard Museet, Danmark
- 2024 Vildt nok. Jagt i dansk kunst, Faaborg Museum, Danmark
- 2023 Vild nok. Jagt i dansk kunst, Fuglsang Kunstmuseum, Danmark
- 2023 Vildt nok. Jagt i dansk kunst, Ribe Kunstmuseum, Danmark
- 2023 Snowflakes and Other Surprises, Northern Photographic Centre, Finland
- 2022 Snowflakes and Other Surprises, Landskrona Foto, Sverige
- 2022 Snowflakes and Other Surprises, Fotografisk Center, Danmark
- 2013 Flora Danica, Naturhistorisk Museum, København, Danmark
- 2012 Lys over Lolland, Danmark
- 2012 Summer In The City, Martin Asbæk Gallery, Danmark
- 2012 Skabt af tiden, The National Museum, Danmark (katalog)
- 2012 SÅDAN SET – romantik i dansk nutidskunst, Rønnebæksholm, Danmark (katalog)
- 2011 Myter Om Den Nære Fremtid, Fotografisk Center, Danmark (katalog)
- 2011 Scandinavian Forest, Melk Gallery, Akershus Artcenter Lillestrøm, Norge
- 2010 Vrå-udstillingen, guest, Danmark
- 2010 Grønningen, København, Danmark
- 2010 KUP, Hans Alf Gallery, København, Danmark
- 2010 I Love You, ARoS Aarhus Museum of Art, Aarhus, Danmark (katalog)
- 2010 Jagten – på noget andet, Johannes Larsen Museet, Kerteminde, Danmark (katalog)
- 2009 Summer in the City, Martin Asbæk Gallery, Danmark
- 2008 Musée Historique et des Porcelaines, Ville de Nyon, Frankrig (katalog)
- 2008 Grønningen, Bornholm Art Museum, Danmark (katalog)
- 2008 Parallel Landscapes, Gallery Myymälä2, Helsinki, Finland
- 2008 Springtime, Henningsen Contemporary, København, Danmark
- 2008 Hunting Grounds, Max Estrella Gallery, Madrid, Spanien
- 2008 On hunting, Gallery Andreas Grimm, Münich, Tyskland
- 2008 Danskjävlar, Kunsthal Charlottenborg, København, Danmark (katalog)
- 2007 Lys over Lolland, Danmark (katalog)
- 2007 Lianzhou International Photo Festival, Lianzhou, Kina
- 2007 Existencias, Musac Museo de Arte Contemporaneo de Castilla y Leon, Spanien (katalog)
- 2007 Mia Sundberg Galleri, Stockholm, Sverige
- 2007 Salon 1, Museumsbygningen, Danmark
- 2007 The Animal Show, Galleri Hornbæk, Danmark
- 2007 New Journal, Møstings Hus, Frederiksberg, Danmark
- 2007 One Shot Each, Museum of Photographic Art, Odense, Danmark (katalog)
- 2007 Acquisitions 1999–2006, Fondation Neuflize, Maison Européenne de la Photographie. Ville de Paris, Paris, Frankrig
- 2007 Hunter & Gatherer, Gallery Ferenbalm-Gurbrü Station, Karlsruhe, Tyskland
- 2007 New Photography From Denmark, Houston, USA (katalog)
- 2006 Summer in The City II, Martin Asbæk Projects, København, Danmark
- 2006 Artist Choice, Bendixen Contemporary, København, Denmark
- 2006 Another Adventure, Style Cube Zandari, Seoul, Korea (katalog)
- 2006 New Adventures, Danish Contemporary Photography & Video, Kina (katalog)
- 2006 New Adventures, Danish Contemporary Photography & Video, Korea (katalog)
- 2006 Summer in The City, Martin Asbæk Projects, København, Danmark
- 2003 Familiebilleder, Kunsthallen Brænderigaarden, Viborg, Danmark (katalog)
- 2000 Longterm Projects, Underground, Galleri Asbæk, København, Danmark

## Publikationer
- 203 WORKS af Trine Søndergaard, FabrikBooks and Gotheburg Museum of Art, 2020, ISBN 978-87-997207-7-1 Parameter fejl i {{ISBN}}: Fejl i ISBN.
- HOVEDTØJ af Trine Søndergaard, FabrikBooks 2020, ISBN 978-87-998207-6-4
- A ROOM INSIDE af Trine Søndergaard, Fabrikbooks 2017, ISBN 978-87-998207-2-6
- STASIS af Trine Søndergaard, Hatje Cantz, Tyskland, December 2013, ISBN 978-3-7757-3780-7
- STRUDE af Trine Søndergaard, Museum Kunst der Westküste, Tyskland, 2012, ISBN 978-3-9812969-9-0
- DYING BIRDS af Trine Søndergaard & Nicolai Howalt, Hassla Books, New York, November 2010, ISBN 978-0-9825471-4-4
- HOW TO HUNT af Trine Søndergaard & Nicolai Howalt, Hatje Cantz, Tyskland, Oktober 2010, ISBN 978-3-7757-2722-8
- STRUDE af Trine Søndergaard, Ny Carlsberg Glyptotek, Danmark, 2010, ISBN 978-87-7452-314-7
- MONOCHROME PORTRAITS af Trine Søndergaard, Hatje Cantz, Tyskland, 2009, ISBN 978-3-7757-2614-6
- TREEZONE af Trine Søndergaard & Nicolai Howalt, Hassla Books, New York, Januar 2009, ISBN 978-0-9800935-6-8
- HOW TO HUNT af Trine Søndergaard & Nicolai Howalt, ArtPeople, Danmark, 2005, ISBN 87-91518-96-2
- VERSUS af Trine Søndergaard, Thorvaldsens Museum, Danmark, 2003, ISBN 87-7521-098-3
- NOW THAT YOU ARE MINE af Trine Søndergaard, Steidl, Tyskland, 2002, ISBN 3-88243-823-1

## Samlinger
- ARoS Aarhus Kunstmuseum
- Art Foundation Mallorca
- Art Pradier Collection, Schweiz
- Bornholms Kunstmuseum
- BRANDTS
- Cornell Fine Arts Museum, USA
- Fanø Kunstmuseum
- Fondation Neuflize Vie, Paris
- Fondazione Cassa di Risparmio di Modena, Italien
- Göteborgs konstmuseum
- Greve Museum
- Hasselblad Foundation, Sverige
- Henry Art Gallery, USA
- Kastrupgaardssamlingen
- Kiyosato Museum of Photographic Arts, Japan
- Kunsten Museum of Modern Art Aalborg
- Kunstmuseet i Tønder
- La Casa Encendida, Madrid
- Le Delta – Province de Namur, Belgien
- Maison Européenne de la Photographie, Frankrig
- Montreal Museum of Fine Art, Canada
- MUSAC, Leon, Spanien
- Musée d’Art Moderne André Malraux, Frankrig
- Museum Kunst der Westküste, Tyskland
- Museum of Fine Arts Houston, USA
- Museum on the Seam, Jerusalem
- National Museum of Women in the Arts, England
- Skagens Kunstmuseum
- Skive Museum
- Statoil Art Collection
- Statens Kunstfond
- Folketinget
- The Hermes Collection, Frankrig
- The Israel Museum, Jerusalem
- The J. Paul Getty Museum (en), USA
- The Lewis Glucksman Gallery, Irland
- Nasjonalgalleriet, Norge
- Den Nationale Fotosamling, Den Sorte Diamant
- Ny Carlsbergfondet
- The Sir Mark Fehrs Haukohl Photography Collection, LACMA og Brooklyn Museum, USA

## Reference
1. ↑  Dagens portræt: Trine Søndergaard har bygget bro mellem det kunstneriske og dokumentariske, Kristeligt Dagblad, 22.03.22, https://www.kristeligt-dagblad.dk/mennesker/trine-soendergaard-har-bygget-bro-mellem-det-kunstneriske-og-dokumentariske.
2. ↑  Dagens portræt: Trine Søndergaard har bygget bro mellem det kunstneriske og sokumentariske, Kristeligt Dagblad, 22.03.22, https://www.kristeligt-dagblad.dk/mennesker/trine-soendergaard-har-bygget-bro-mellem-det-kunstneriske-og-dokumentariske.
3. ↑  Trine Søndergaard,148 Works, 18 April – 20 September 2020, https://goteborgskonstmuseum.se/en/exhibitions/trine-sondergaard-eng/
4. 1 2 3  Trine Søndergaard: Works, Det Kongelige Bibliotek, https://www.kb.dk/arrangementer/udstillinger/trine-soendergaard-works.